# 桑迪伍茲鎮區 (密蘇里州斯科特縣)
桑迪伍茲鎮區（英語：Sandywoods Township）是位於美國密蘇里州斯科特縣的一個行政鎮區。

## 地方資料
桑迪伍茲鎮區的面積為137.61平方千米，當中陸地面積為137.40平方千米，而水域面積為0.21平方千米。根據2020年美國人口普查的數據，當地共有人口2181人，而人口密度為每平方千米15.85人。